# Dirk Struik

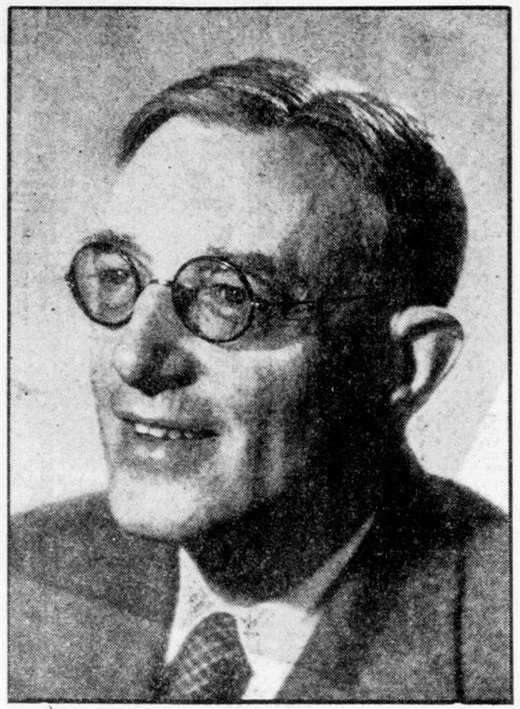
Professor Dirk Jan Struik 1952

Dirk Jan Struik (* 30. September 1894 in Rotterdam; † 21. Oktober 2000 in Belmont, Massachusetts) war ein niederländischer Mathematiker, der als Mathematikhistoriker bekannt war.

## Leben und Werk
Struik war der Sohn eines Lehrers und ging in Rotterdam zur Schule. 1919 trat er in die Kommunistische Partei ein und blieb bis zu seinem Lebensende Parteimitglied. Ab 1912 studierte er an der Universität Leiden, u. a. bei Paul Ehrenfest und Hendrik Antoon Lorentz. Danach arbeitete er eine Zeitlang als Lehrer in Alkmaar, bevor er 1922 bei Jan Schouten (dessen Assistent er war) und Willem van der Woude promoviert wurde (Grundzüge der mehrdimensionalen Differentialgeometrie in direkter Darstellung). 1923 wurde er Dozent in Utrecht. Im selben Jahr heiratete er die tschechische Mathematikerin Ruth Ramler.
1924 war er mit einem Rockefeller-Stipendium in Rom bei Tullio Levi-Civita und 1925 an der Universität Göttingen bei Richard Courant, mit dem er die Vorlesungen von Felix Klein (der bei seiner Ankunft gerade verstorben war) über die Geschichte der Mathematik im 19. Jahrhundert herausgab.
Ab 1926 war er Professor am Massachusetts Institute of Technology (MIT) (gleichzeitig erhielt er das Angebot einer Professur in Moskau), wo er sich teilweise der Differentialgeometrie (u. a. mit Norbert Wiener), teilweise der Geschichte der Mathematik widmete. 1940 wurde er Professor am MIT, wo Domina Eberle Spencer bei ihm 1942 promovierte. Während der McCarthy-Ära verweigerte er die Aussagen, musste 1000 Dollar zahlen und wurde fünf Jahre beim MIT bis 1955 suspendiert (allerdings bei vollen Bezügen). 1960 emeritierte er am MIT, durfte dort aber nicht weiter lehren. Struik unterrichtete aber z. B. an der Harvard University (ab 1972 als Honorary Research Associate), Mexiko, Puerto Rico, Costa Rica und Utrecht.
1930 wurde er in die American Academy of Arts and Sciences und 1954 als korrespondierendes Mitglied in die Königlich Niederländische Akademie der Wissenschaften (KNAW) gewählt.
Er galt als Nestor der Mathematikhistoriker, hielt noch als über 100-jähriger Vorträge und wurde 106 Jahre alt.
Neben Lehrbüchern über Differentialgeometrie verfasste er auch zwei Standardwerke zur Mathematikgeschichte. Er ist Mitgründer einer marxistischen Zeitschrift über Wissenschaftsgeschichte „Journal of Science and Society“. Struik gab auch die Werke von Simon Stevin heraus und beschäftigte sich historisch mit Karl Marx, von dem er einige Werke neu herausgab.
1989 erhielt er den ersten Kenneth-O.-May-Preis für Geschichte der Mathematik der International Commission on the History of Mathematics.
Er hatte drei Töchter, von denen eine (Ruth Rebekka Struik) Mathematikprofessorin wurde.

## Schriften
- A Concise History of Mathematics, 1948, viele Auflagen, Dover 1987, ISBN 0-486-60255-9.
- Abriß der Geschichte der Mathematik. 7. Auflage. Berlin, VEB Deutscher Verlag der Wissenschaften 1980 (westliche Lizenzausgabe: 4. Auflage, Braunschweig 1967, ISBN 978-3-322-96078-8, doi:10.1007/978-3-322-96212-6)
- A Sourcebook of Mathematics 1200 – 1800. Princeton University Press 1986 (und Harvard University Press 1969).
- Lectures on Classical Differential Geometry, 1950, 2. Auflage, Addison-Wesley 1961, Dover 1988, ISBN 0-486-65609-8.
- mit Jan Schouten: Einführung in die Neuen Methoden der Differentialgeometrie. 2 Bände, Noordhoff, Groningen 1935–38.
- Grundzüge der mehrdimensionalen Differentialgeometrie in direkter Darstellung. Springer-Verlag 1922, doi:10.1007/978-3-642-50680-2.
- The Birth of the Communist Manifest. 1971.
- Yankee Science in the Making – Science and Engineering in New England from Colonial Times to the Civil War, 1948, Dover 1992, ISBN 0-486-26927-2.
- The Land of Stevin and Huygens – a sketch of science and technology in the Dutch Republic during the Golden Century. Reidel, Dordrecht 1981.
- Theory of linear connections. Springer-Verlag 1934, doi:10.1007/978-3-642-50799-1.
- Analytic and Projective Geometry. Addison-Wesley 1953.
- Interview, Mathematical Intelligencer Band 11, Heft 1, 1989, S. 14–26, doi:10.1007/BF03023771.